# Мария Тереза Австрийская (1762—1770)
Эрцгерцогиня Мария Тереза Австрийская (нем. Maria Theresia Elisabeth Philippine Luise Josepha Johanna; 20 марта 1762, дворец Шёнбрунн — 23 января 1770, дворец Шёнбрунн) — дочь императора Священной Римской империи Иосифа II и его первой жены Изабеллы Пармской.

## Жизнь
Родословную Марии Терезы можно проследить до Карла Великого.
Когда маленькой эрцгерцогине было чуть больше года, её мать умерла через неделю после рождения сестры Марии Терезы, эрцгерцогини Марии Кристины, которая умерла через несколько мгновений после рождения. Её отец был безутешен и находил утешение лишь в маленькой дочери, которую он называл «второй я». Мария Тереза также была близка со своей тётей по отцовской линии, эрцгерцогиней Марией Антонией, которая была на семь лет старше неё. Она была первой внучкой Марии Терезии.
За несколько месяцев до её восьмого дня рождения эрцгерцогиня Мария Тереза заболела плевритом. Её отец, к тому времени ставший императором Священной Римской империи, делал всё, что в его силах, чтобы спасти дочь. Ночами он подолгу сидел у её постели. Тем не менее, Мария Тереза умерла 23 января 1770 года от очень высокой температуры. Её отец был убит горем. Когда императора спросили о похоронах девочки, император Иосиф со слезами на глазах ответил: «Я потерял, так сказать, своё единственное утешение и радость». Смерть его единственной дочери, которую он боготворил, сделала Иосифа ещё большим мизантропом.
Маленькая эрцгерцогиня была второй умершей внучкой Марии Терезии после своей младшей сестры. После её смерти её отец сохранил все её платья и туфли. Она была похоронена в Императорском склепе в Вене. Эффигия на её могиле изображает маленькую эрцгерцогиню спящей на кровати, укрытой одеялом, с руками, обращёнными к небу в знак молитвы; рядом изображены корона святого Иштвана и корона императора Священной Римской империи.